# Liste des rivières de l'Alberta

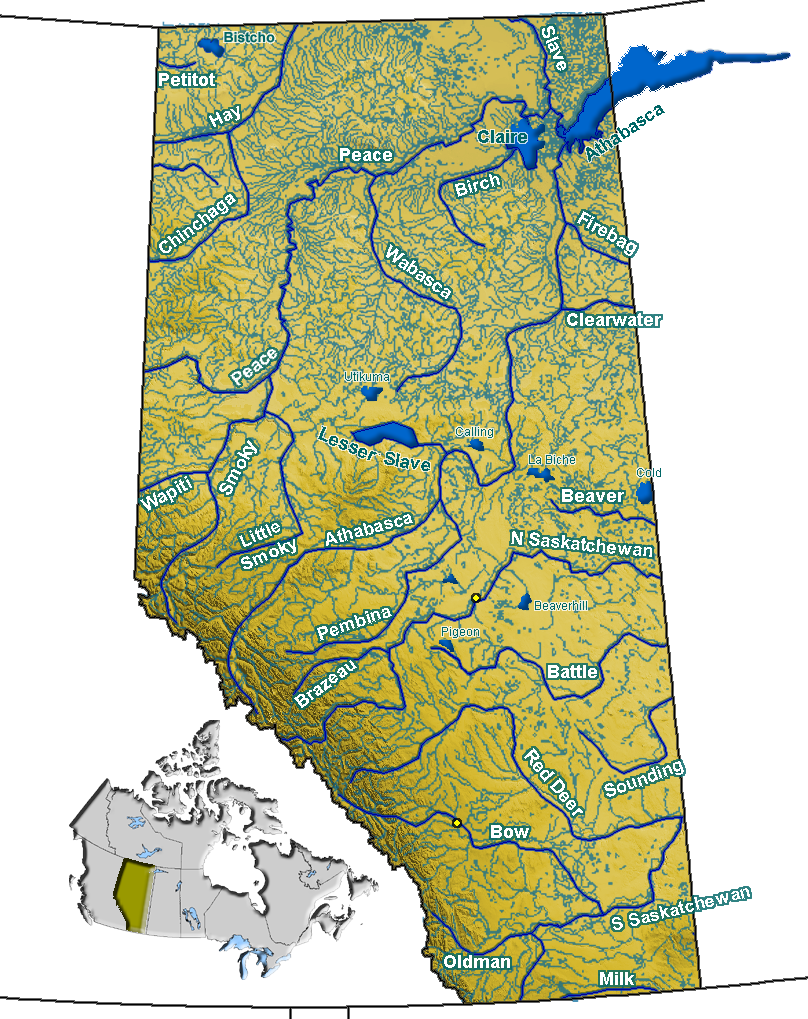
Rivers in Alberta

Les rivières de l'Alberta se déversent dans trois différents plans d'eau, l'océan Arctique, la baie d'Hudson et le Golfe du Mexique. La province d'Alberta est située immédiatement à l'est du Continental Divide, ainsi aucune des rivières d'Alberta ne se déverse dans l'océan Pacifique.

## Liste des rivières de l'Alberta
Les fleuves du nord de la province se déversent dans l'océan Arctique, et ont comparativement un débit moyen supérieur à ceux situés au sud de la province, qui coulent à travers des régions plus sèches. La plupart des fleuves situés au sud de la province se déversent dans la baie d'Hudson, la seule exception étant la rivière Milk et ses affluents, qui se déversent dans le Missouri et dans le Mississippi puis dans le Golfe du Mexique. 

### Bassin versant de l'océan Arctique
Les rivières albertaines appartenant au bassin versant de l'océan Arctique se déversent dans le Grand lac des Esclaves et dans le fleuve Mackenzie, sauf la rivière Petitot qui se déverse dans la rivière Liard puis directement dans le fleuve Mackenzie, sans passer par le Grand lac des Esclaves.
| - Rivière Athabasca - Rivière Chaba - Rivière Sunwapta - Rivière Whirlpool - Rivière Astoria - Rivière Miette - Rivière Maligne - Rivière Snaring - Rivière Rocky - Snake Indian River - Rivière Fiddle - Rivière Berland - Rivière Wildhay, Rivière Little Berland, North Berland River, South Berland River - Rivière Sakwatamau - Rivière Freeman - Rivière Morse - Rivière McLeod - Rivière Gregg, Rivière Embarras, Rivière Erith, Rivière Edson - Pembina River - Rivière Lovett, Rivière Lobstick, Rivière Bigoray, Rivière Paddle, Rivière Steele - Lesser Slave River - West Prairie River, East Prairie River, South Heart River, Rivière Driftpile, Rivière Swan, Rivière Assineau, Rivière Otauwau, Rivière Saulteaux, Rivière Fawcett, Rivière Marten - Rivière Tawatinaw - Rivière La Biche - Rivière Calling - La Petite Rivière Jaillante - Rivière Pelican - Rivière House - Rivière Licock - Rivière Algar - Rivière Horse - Rivière Little Fishery - Rivière Clearwater - Rivière Christina, Rivière Hangingstone - Rivière Steepbank - Rivière Mackay - Rivière Dover - Rivière Muskeg - Rivière Ells - Rivière Firebag - Rivière Marguerite - Rivière Richardson - Rivière Maybelle | - Rivière de la Paix - Rivière Pouce Coupé, Rivière Clear, Rivière Montagneuse, Hamelin Creek, Rivière Ksituan, Hines Creek - Rivière Saddle - Rivière Spirit - Rivière Smoky - Rivière Jackpine, Rivière Muddywater, Rivière Sulphur, Rivière Muskeg, Sheep Creek, Rivière Kakwa, Rivière Cutbank, Rivière Simonette, Kleskun Creek, Rivière Puskwaskau, Rivière Bad Heart - Rivière Little Smoky - Rivière Waskahigan, Rivière Iosegun, Rivière Goose - Rivière Wapiti - Red Deer Creek, Belcourt Creek, Rivière Narraway, Nose Creek, Pinto Creek, Rivière Redwillow, Rivière Bear - Rivière Heart - Rivière Whitemud - Rivière Cadotte - Rivière Notikewin - Rivière Wolverine - Rivière Buffalo - Rivière Keg - Rivière Boyer - Rivière Caribou - Rivière Wabasca - Rivière Mikkwa, Rivière Wentzel, Rivière Jackfish - Lac Claire - Rivière Birch, Harper Creek, Alice Creek, Rivière McIvor, Lac Mamawi, Lac Baril | - Rivière des Esclaves - Delta Paix-Athabasca - Rivière Athabasca, Lac Athabasca, Rivière des Roches, Chilloneys Creek, Revillon Coupe, Dempsey Creek, Rivière de la Paix, Scow Channel, Murdock Creek, Darough Creek - Rivière Powder - Leland Lakes - Rivière Hornaday - Rivière Hay - Rivière Chinchaga - Lennard Creek, Tanghe Creek, Werniuck Creek, Sloat Creek, Vader Creek, Thordarson Creek, Waniandy Creek, Haro River, Haig River - Rivière Meader - Rivière Steen - Rivière Melvin - Little Hay River - Bassin versant Liard (BC) - Rivière Petitot - Rivière Yates |  |

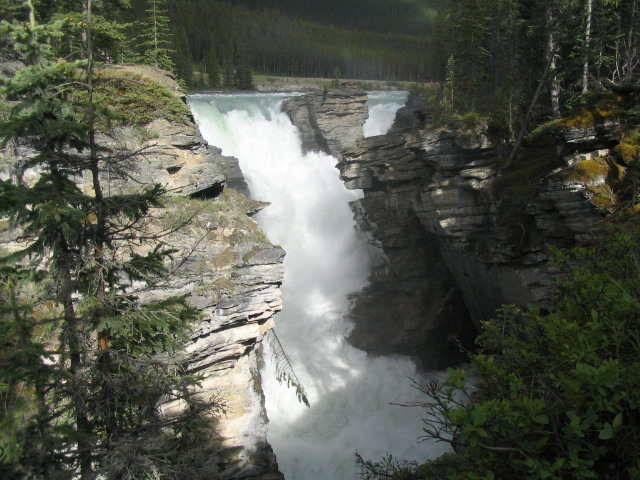
Chutes Athabasca

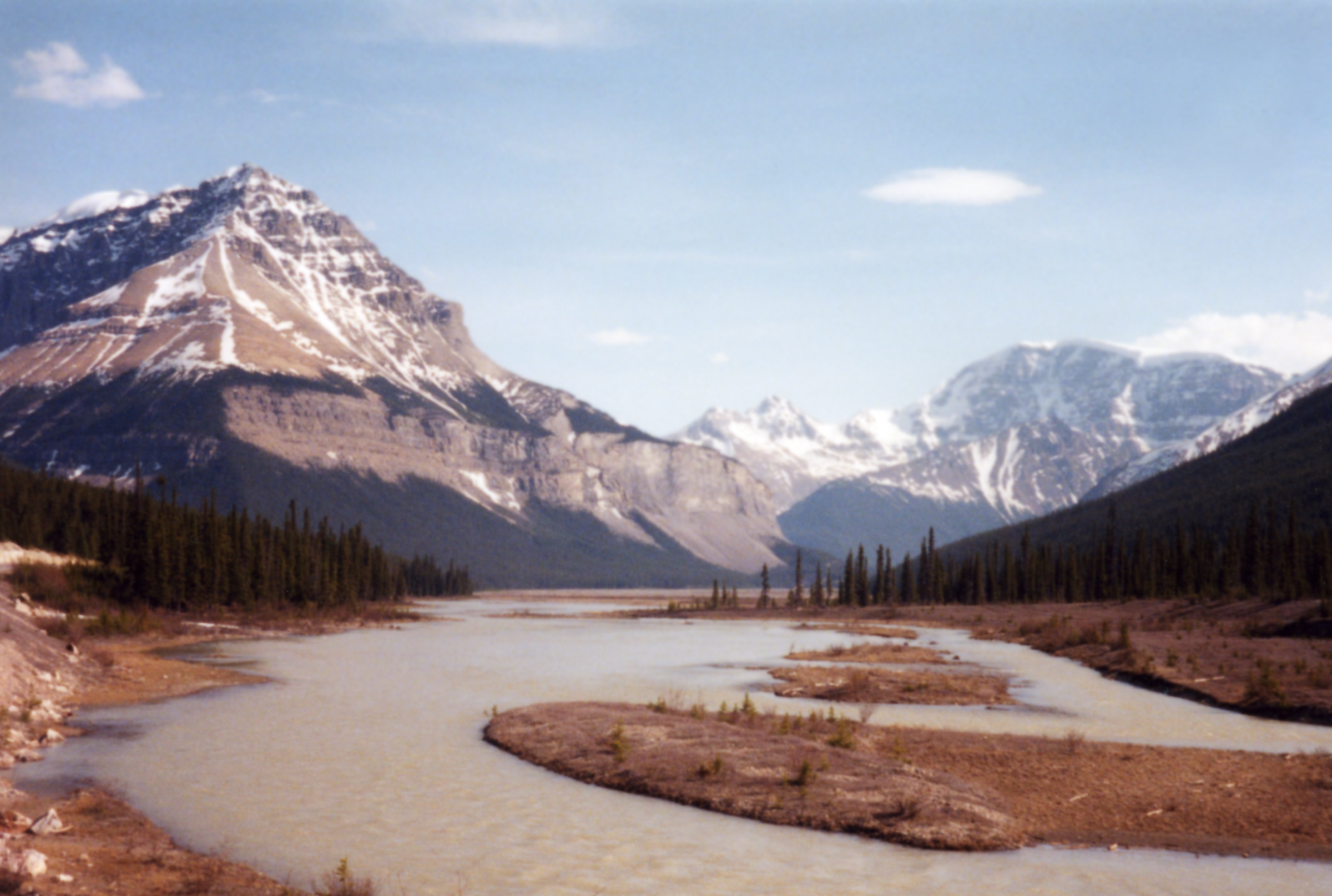
Rivière Athabasca

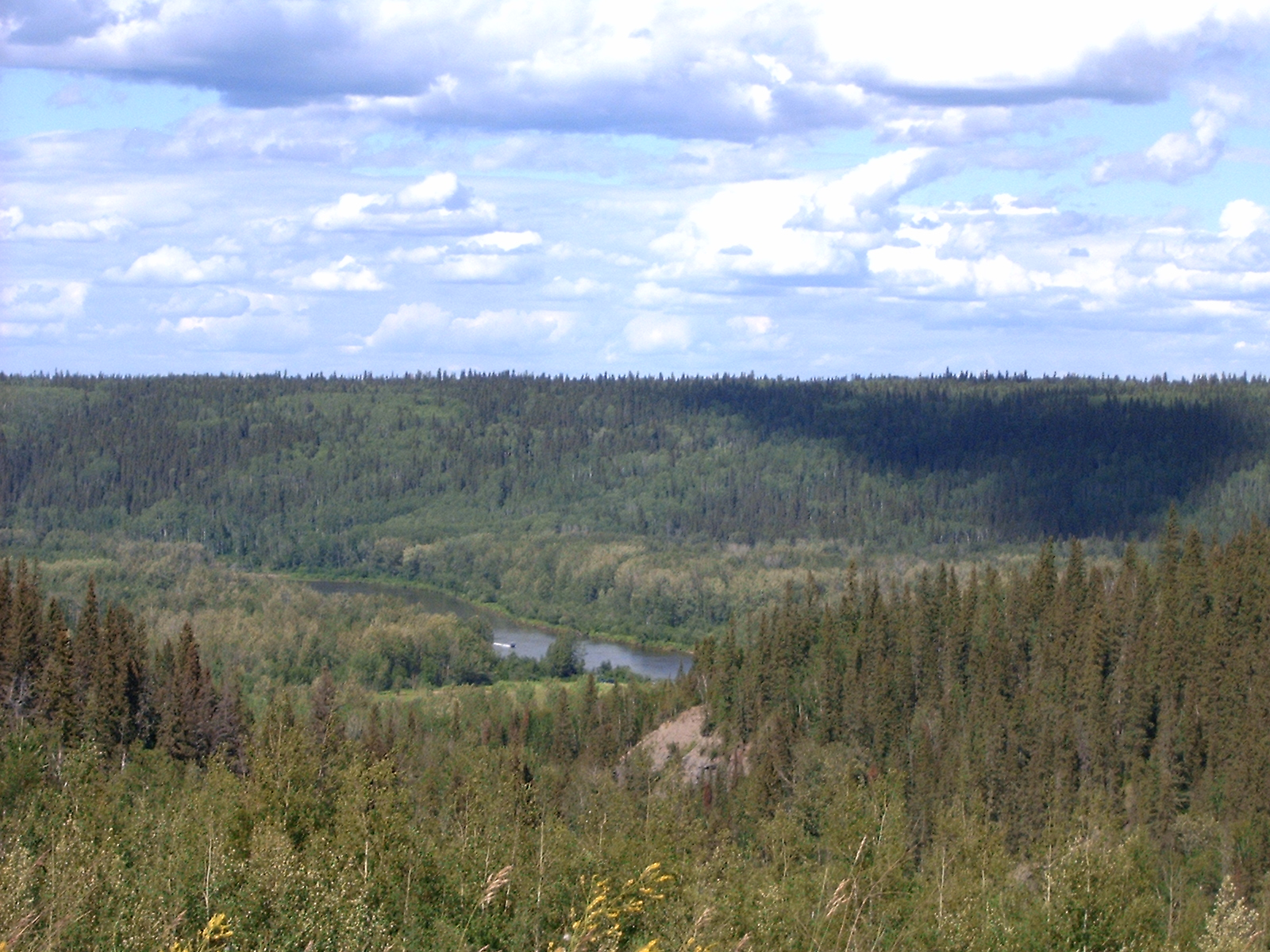
Clearwater River Valley

### Bassin versant de la baie d'Hudson
Les rivières albertaines appartenant au bassin versant de la baie d'Hudson se déversent dans la rivière Saskatchewan, le lac Winnipeg et le fleuve Nelson, excepté la rivière Beaver, qui se déverse dans la rivière Churchill.
| - Rivière Saskatchewan Nord - Rivière Alexandra - Rivière Howse - Rivière Glacier - Rivière Mistaya - Rivière Siffleur - Rivière Escarpment - Rivière Cline - Rivière Bighorn - Rivière Ram - North Ram River, Rivière Joyce - Rivière Clearwater - Rivière Baptiste - Rivière Brazeau - Rivière Nordegg, Rivière Blackstone, Chungo Creek, Rivière Elk, Rivière Cardinal, Rivière Southesk, Rivière Cairn - Rivière Sturgeon - Rivière Redwater - Rivière Death - Rivière Vermilion - Rivière Monnery - Rivière Englishman - Turtle Lake River - Rivière Jackfish - Rivière Battle - Rivière Sturgeon - Rivière Spruce - Rivière Garden | - Rivière Saskatchewan Sud - Rivière Oldman - Livingston River - Rivière Little Bow - Bow - Pipestone River - Rivière Highwood - Rivière Sheep - La Biche (connue en anglais comme Red Deer River) - Rivière Panther - Rivière Dormer - Rivière James - Rivière Rosebud | - Beaver River - Rivière Amisk - Rivière Mooselake - Rivière Thinklake - Sand River - Rivière Wolf - Rivière Makwa - Rivière Meadow - Rivière Waterhen | riviere de cacatouète |

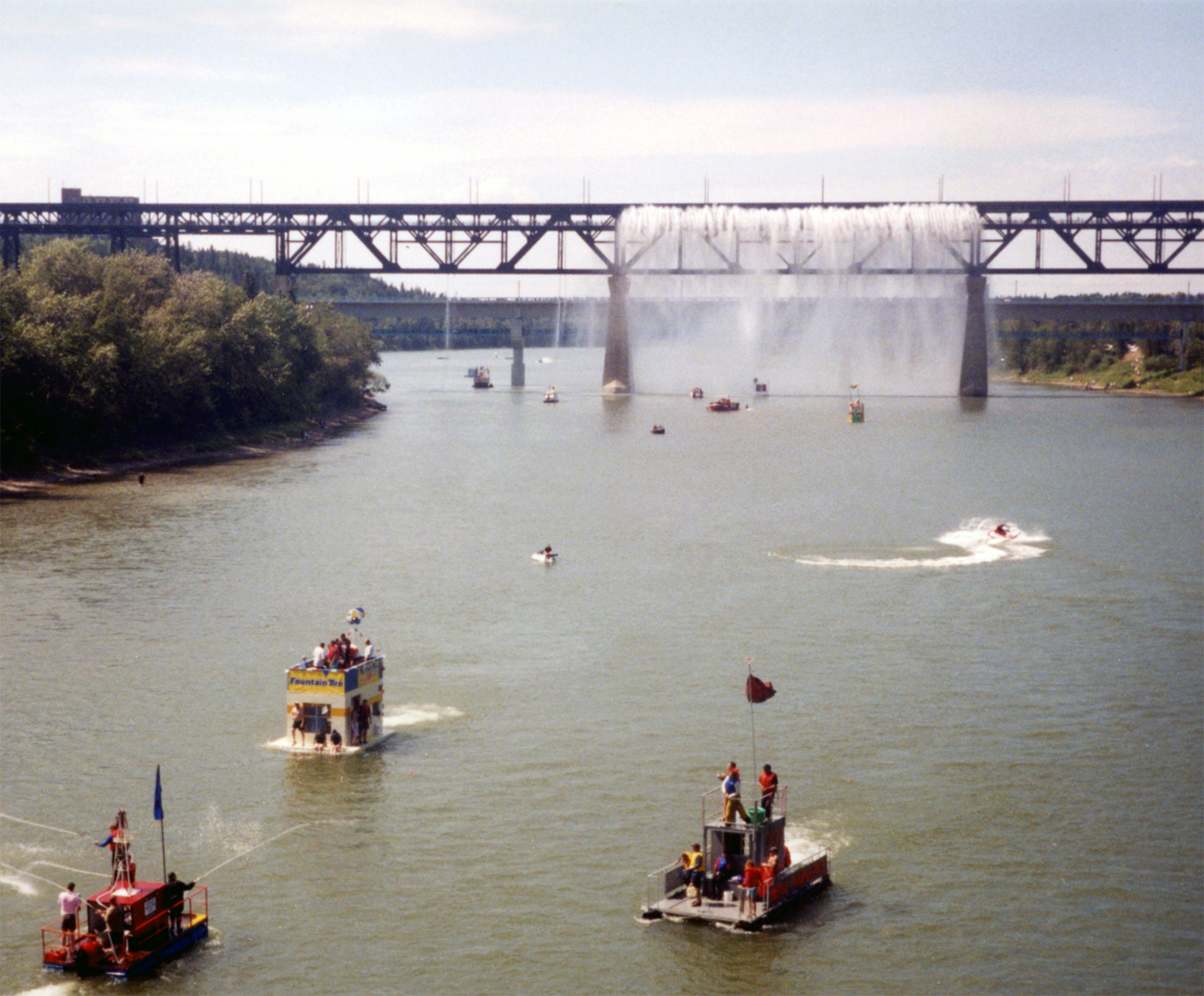
Rivière Saskatchewan Nord à Edmonton

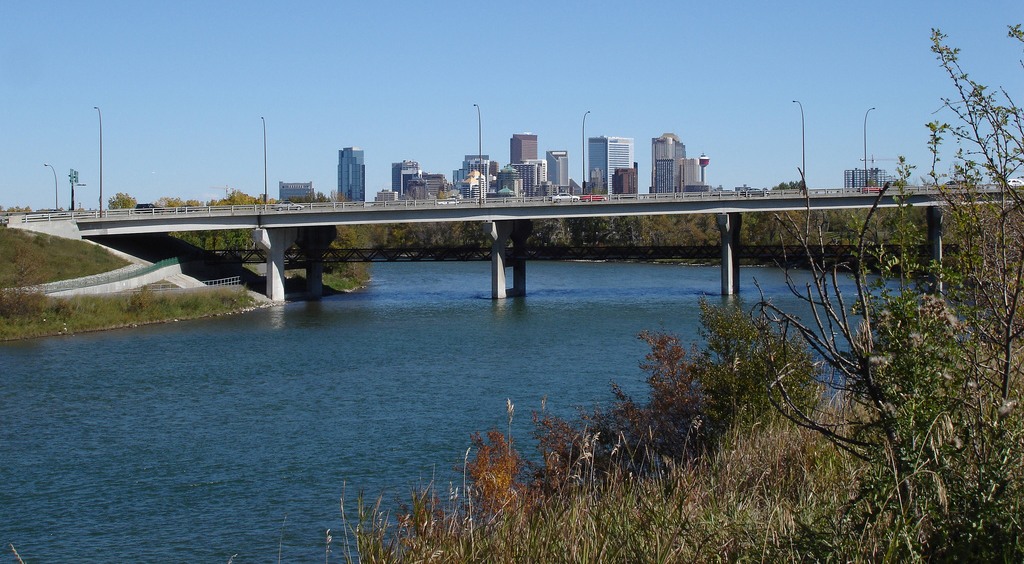
Rivière Bow à Calgary

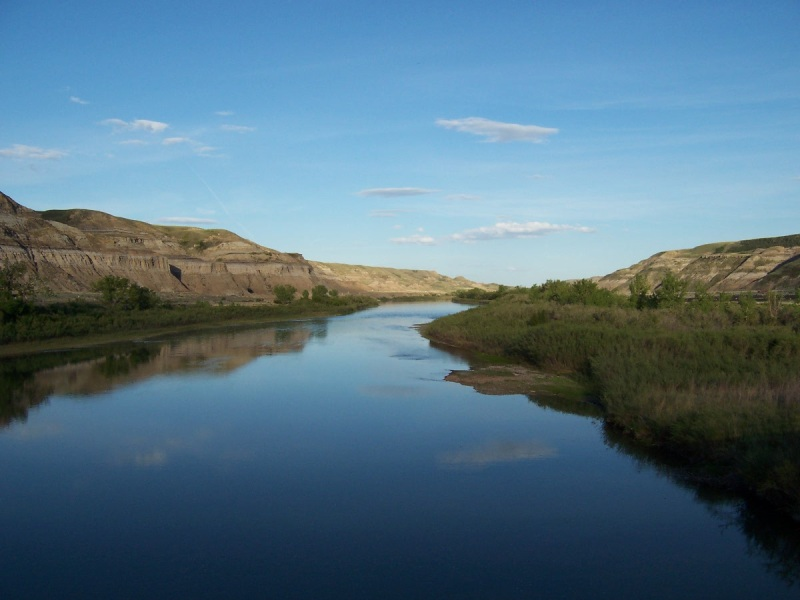
Rivière La Biche à Red Deer

### Bassin versant du Golfe du Mexique

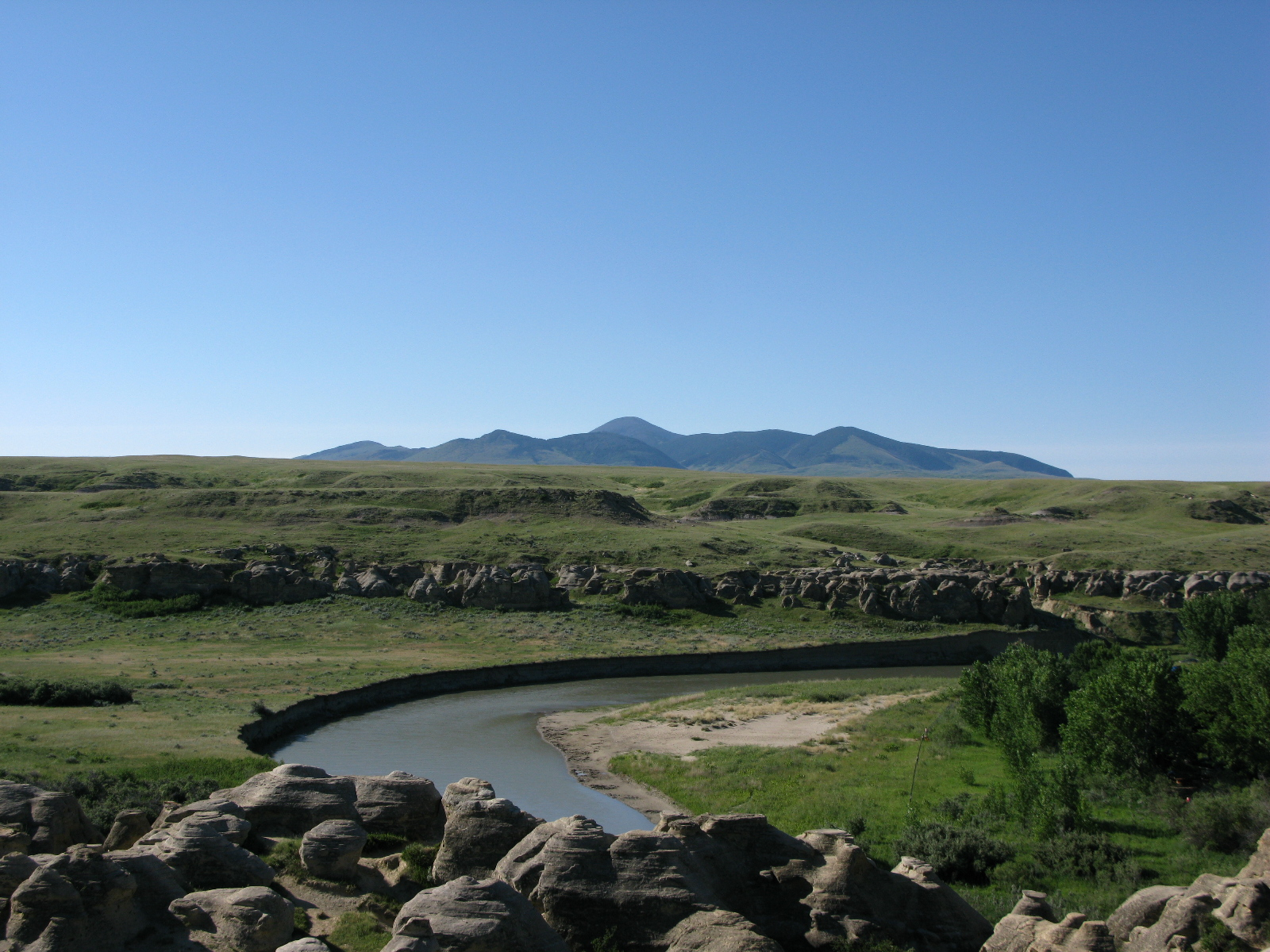
Milk River

Les petites zones drainées par la Milk River au sud de l'Alberta et au sud-ouest de la Saskatchewan ainsi que par la rivière Poplar au sud de la Saskatchewan sont les seules zones du Canada dont le bassin versant est le Golfe du Mexique.
- Bassin versant du Missouri (États-Unis)
  - Milk River
    - North Milk River
      - Shanks Lake Creek

    - Police Creek
    - Manyberries Creek (Lac Pakowki)
    - Battle Creek